# Monterey Grand Prix 2023
Navigation
Édition précédente Édition suivante
Le Grand Prix de Monterey 2023 (officiellement appelé 2023 MOTUL Course de Monterey) a été une course de voitures de sport organisée sur le WeatherTech Raceway Laguna Seca à Monterey en Californie, aux États-Unis qui s'est déroulée du 12 mai 2023 au 14 mai 2023. Il s'agissait de la quatrième manche du championnat WeatherTech SportsCar Championship 2022 et toutes les catégories GTP, LMP2, GTD Pro & GTD ont participé à la course.

## Course

### Classement de la course
Voici le classement officiel au terme de la course.
- Les vainqueurs de chaque catégorie sont signalés par un fond jauni.

| Pos     | Classe  | no | Écurie                                      | Pilotes                                 | Châssis                                 | Tours | Temps               |
| ------- | ------- | -- | ------------------------------------------- | --------------------------------------- | --------------------------------------- | ----- | ------------------- |
| Pos     | Classe  | no | Écurie                                      | Pilotes                                 | Moteur                                  | Tours | Temps               |
| 1       | GTP     | 01 | Cadillac Racing                             | Sébastien Bourdais Renger van der Zande | Cadillac V-Series.R                     | 102   | 2 h 41 min 02 s 933 |
| 1       | GTP     | 01 | Cadillac Racing                             | Sébastien Bourdais Renger van der Zande | Cadillac LMC55R 5,5 L V8 Atmo           | 102   | 2 h 41 min 02 s 933 |
| 2       | GTP     | 6  | Porsche Penske Motorsports                  | Mathieu Jaminet Nick Tandy              | Porsche 963                             | 102   | + 3 s 882           |
| 2       | GTP     | 6  | Porsche Penske Motorsports                  | Mathieu Jaminet Nick Tandy              | Porsche 9RD 4,6 L V8 Turbo              | 102   | + 3 s 882           |
| 3       | GTP     | 31 | Whelen Engineering Racing                   | Pipo Derani Alexander Sims              | Cadillac V-Series.R                     | 102   | + 10 s 636          |
| 3       | GTP     | 31 | Whelen Engineering Racing                   | Pipo Derani Alexander Sims              | Cadillac LMC55R 5,5 L V8 Atmo           | 102   | + 10 s 636          |
| 4       | GTP     | 10 | Wayne Taylor Racing avec Andretti Autosport | Filipe Albuquerque Ricky Taylor         | Acura ARX-06                            | 102   | + 21 s 041          |
| 4       | GTP     | 10 | Wayne Taylor Racing avec Andretti Autosport | Filipe Albuquerque Ricky Taylor         | Acura AR24e 2,4 L V6 Turbo              | 102   | + 21 s 041          |
| 5       | GTP     | 24 | BMW M Team RLL                              | Philipp Eng Augusto Farfus              | BMW M Hybrid V8                         | 102   | + 22 s 818          |
| 5       | GTP     | 24 | BMW M Team RLL                              | Philipp Eng Augusto Farfus              | BMW P66/3 4,0 L V8 Turbo                | 102   | + 22 s 818          |
| 6       | GTP     | 60 | Meyer Shank Racing avec Curb-Agajanian      | Tom Blomqvist Colin Braun               | Acura ARX-06                            | 102   | + 23 s 109          |
| 6       | GTP     | 60 | Meyer Shank Racing avec Curb-Agajanian      | Tom Blomqvist Colin Braun               | Acura AR24e 2,4 L V6 Turbo              | 102   | + 23 s 109          |
| 7       | GTP     | 5  | JDC Miller Motorsports                      | Mike Rockenfeller Tijmen van der Helm   | Porsche 963                             | 102   | + 23 s 818          |
| 7       | GTP     | 5  | JDC Miller Motorsports                      | Mike Rockenfeller Tijmen van der Helm   | Porsche 9RD 4,6 L V8 Turbo              | 102   | + 23 s 818          |
| 8       | LMP2    | 11 | TDS Racing                                  | Mikkel Jensen Steven Thomas             | Oreca 07                                | 102   | + 43 s 809          |
| 8       | LMP2    | 11 | TDS Racing                                  | Mikkel Jensen Steven Thomas             | Gibson GK428 4,2 L V8 Atmo              | 102   | + 43 s 809          |
| 9       | GTP     | 25 | BMW M Team RLL                              | Connor De Phillippi Nick Yelloly        | BMW M Hybrid V8                         | 102   | + 45 s 677          |
| 9       | GTP     | 25 | BMW M Team RLL                              | Connor De Phillippi Nick Yelloly        | BMW P66/3 4,0 L V8 Turbo                | 102   | + 45 s 677          |
| 10      | LMP2    | 52 | PR1/Mathiasen Motorsports                   | Paul-Loup Chatin Ben Keating            | Oreca 07                                | 102   | + 48 s 904          |
| 10      | LMP2    | 52 | PR1/Mathiasen Motorsports                   | Paul-Loup Chatin Ben Keating            | Gibson GK428 4,2 L V8 Atmo              | 102   | + 48 s 904          |
| 11      | LMP2    | 04 | Crowdstrike Racing par APR                  | Ben Hanley George Kurtz                 | Oreca 07                                | 102   | + 49 s 158          |
| 11      | LMP2    | 04 | Crowdstrike Racing par APR                  | Ben Hanley George Kurtz                 | Gibson GK428 4,2 L V8 Atmo              | 102   | + 49 s 158          |
| 12      | LMP2    | 35 | TDS Racing                                  | Giedo van der Garde François Heriau     | Oreca 07                                | 102   | + 50 s 003          |
| 12      | LMP2    | 35 | TDS Racing                                  | Giedo van der Garde François Heriau     | Gibson GK428 4,2 L V8 Atmo              | 102   | + 50 s 003          |
| 13      | LMP2    | 51 | Rick Ware Racing                            | Eric Lux Juan Pablo Montoya             | Oreca 07                                | 102   | + 1 min 03 s 324    |
| 13      | LMP2    | 51 | Rick Ware Racing                            | Eric Lux Juan Pablo Montoya             | Gibson GK428 4,2 L V8 Atmo              | 102   | + 1 min 03 s 324    |
| 14      | LMP2    | 20 | High Class Racing                           | Dennis Andersen Ed Jones                | Oreca 07                                | 102   | + 1 min 04 s 674    |
| 14      | LMP2    | 20 | High Class Racing                           | Dennis Andersen Ed Jones                | Gibson GK428 4,2 L V8 Atmo              | 102   | + 1 min 04 s 674    |
| 15      | LMP2    | 18 | Era Motorsport                              | Ryan Dalziel Dwight Merriman            | Oreca 07                                | 100   | + 2 tours           |
| 15      | LMP2    | 18 | Era Motorsport                              | Ryan Dalziel Dwight Merriman            | Gibson GK428 4,2 L V8 Atmo              | 100   | + 2 tours           |
| 16      | GTD     | 91 | Kellymoss avec Riley                        | Alan Metni (en) Kay van Berlo           | Porsche 911 GT3 R                       | 97    | + 5 tours           |
| 16      | GTD     | 91 | Kellymoss avec Riley                        | Alan Metni (en) Kay van Berlo           | Porsche 4,2 L Flat Six Atmo             | 97    | + 5 tours           |
| 17      | GTD     | 97 | Turner Motorsport                           | Bill Auberlen Chandler Hull             | BMW M4 GT3                              | 97    | + 5 tours           |
| 17      | GTD     | 97 | Turner Motorsport                           | Bill Auberlen Chandler Hull             | BMW S58B30T0 3,0 L i6 M TwinPower Turbo | 97    | + 5 tours           |
| 18      | GTD     | 92 | Kellymoss avec Riley                        | Julien Andlauer Alec Udell (en)         | Porsche 911 GT3 R                       | 97    | + 5 tours           |
| 18      | GTD     | 92 | Kellymoss avec Riley                        | Julien Andlauer Alec Udell (en)         | Porsche 4,2 L Flat Six Atmo             | 97    | + 5 tours           |
| 19      | GTD     | 44 | Magnus Racing                               | Andy Lally John Potter                  | Aston Martin Vantage AMR GT3            | 97    | + 5 tours           |
| 19      | GTD     | 44 | Magnus Racing                               | Andy Lally John Potter                  | Aston Martin 4,0 L V8 Turbo             | 97    | + 5 tours           |
| 20      | GTD     | 70 | Inception Racing                            | Brendan Iribe Frederik Schandorff       | McLaren 720S GT3 Evo                    | 97    | + 5 tours           |
| 20      | GTD     | 70 | Inception Racing                            | Brendan Iribe Frederik Schandorff       | McLaren M840T 4,0 l V8 Bi-Turbo         | 97    | + 5 tours           |
| 21      | GTD     | 77 | Wright Motorsports                          | Alan Brynjolfsson Trent Hindman         | Porsche 911 GT3 R                       | 97    | + 5 tours           |
| 21      | GTD     | 77 | Wright Motorsports                          | Alan Brynjolfsson Trent Hindman         | Porsche 4,2 L Flat Six Atmo             | 97    | + 5 tours           |
| 22      | GTD     | 96 | Turner Motorsport                           | Robby Foley Patrick Gallagher (en)      | BMW M4 GT3                              | 97    | + 5 tours           |
| 22      | GTD     | 96 | Turner Motorsport                           | Robby Foley Patrick Gallagher (en)      | BMW S58B30T0 3,0 L i6 M TwinPower Turbo | 97    | + 5 tours           |
| 23      | GTD Pro | 79 | WeatherTech Racing                          | Jules Gounon Daniel Juncadella          | Mercedes-AMG GT3 Evo                    | 97    | + 5 tours           |
| 23      | GTD Pro | 79 | WeatherTech Racing                          | Jules Gounon Daniel Juncadella          | Mercedes-Benz M159 6,2 L V8 Atmo        | 97    | + 5 tours           |
| 24      | GTD     | 27 | Heart of Racing Team                        | Roman De Angelis (en) Marco Sørensen    | Aston Martin Vantage AMR GT3            | 97    | + 5 tours           |
| 24      | GTD     | 27 | Heart of Racing Team                        | Roman De Angelis (en) Marco Sørensen    | Aston Martin 4,0 L V8 Turbo             | 97    | + 5 tours           |
| 25      | GTD     | 78 | Forte Racing Powered by US RaceTronics (en) | Misha Goikhberg Loris Spinelli (pl)     | Lamborghini Huracán GT3 Evo 2           | 97    | + 5 tours           |
| 25      | GTD     | 78 | Forte Racing Powered by US RaceTronics (en) | Misha Goikhberg Loris Spinelli (pl)     | Lamborghini 5,2 L V10 Atmo              | 97    | + 5 tours           |
| 26      | GTD     | 1  | Paul Miller Racing                          | Bryan Sellers Madison Snow              | BMW M4 GT3                              | 97    | + 5 tours           |
| 26      | GTD     | 1  | Paul Miller Racing                          | Bryan Sellers Madison Snow              | BMW S58B30T0 3,0 L i6 M TwinPower Turbo | 97    | + 5 tours           |
| 27      | GTD Pro | 14 | Vasser Sullivan                             | Ben Barnicoat Jack Hawksworth           | Lexus RC F GT3                          | 97    | + 5 tours           |
| 27      | GTD Pro | 14 | Vasser Sullivan                             | Ben Barnicoat Jack Hawksworth           | Toyota 2UR 5,0 L V8 Atmo                | 97    | + 5 tours           |
| 28      | GTD Pro | 9  | Pfaff Motorsports                           | Klaus Bachler Patrick Pilet             | Porsche 911 GT3 R                       | 97    | + 5 tours           |
| 28      | GTD Pro | 9  | Pfaff Motorsports                           | Klaus Bachler Patrick Pilet             | Porsche 4,2 L Flat Six Atmo             | 97    | + 5 tours           |
| 29      | GTD     | 80 | AO Racing Team                              | Gunnar Jeannette Sebastian Priaulx (en) | Porsche 911 GT3 R                       | 97    | + 5 tours           |
| 29      | GTD     | 80 | AO Racing Team                              | Gunnar Jeannette Sebastian Priaulx (en) | Porsche 4,2 L Flat Six Atmo             | 97    | + 5 tours           |
| 30      | GTD Pro | 3  | Corvette Racing                             | Antonio García Jordan Taylor            | Chevrolet Corvette C8.R GTD             | 95    | + 7 tours           |
| 30      | GTD Pro | 3  | Corvette Racing                             | Antonio García Jordan Taylor            | Chevrolet 5,5 L V8 Atmo                 | 95    | + 7 tours           |
| 31      | GTD Pro | 23 | Heart of Racing Team                        | Ross Gunn (en) Alex Riberas             | Aston Martin Vantage AMR GT3            | 95    | + 7 tours           |
| 31      | GTD Pro | 23 | Heart of Racing Team                        | Ross Gunn (en) Alex Riberas             | Aston Martin 4,0 L V8 Turbo             | 95    | + 7 tours           |
| 32      | GTP     | 7  | Porsche Penske Motorsports                  | Matt Campbell Felipe Nasr               | Porsche 963                             | 94    | + 8 tours           |
| 32      | GTP     | 7  | Porsche Penske Motorsports                  | Matt Campbell Felipe Nasr               | Porsche 9RD 4,6 L V8 Turbo              | 94    | + 8 tours           |
| 33 Abd. | GTD     | 57 | Winward Racing                              | Russell Ward (en) Philip Ellis          | Mercedes-AMG GT3 Evo                    | 86    |                     |
| 33 Abd. | GTD     | 57 | Winward Racing                              | Russell Ward (en) Philip Ellis          | Mercedes-Benz M159 6,2 L V8 Atmo        | 86    |                     |
| 34      | GTD     | 66 | Gradient Racing                             | Katherine Legge Sheena Monk             | Acura NSX GT3 Evo22                     | 75    | + 27 tours          |
| 34      | GTD     | 66 | Gradient Racing                             | Katherine Legge Sheena Monk             | Acura 3,5 L V6 Turbo                    | 75    | + 27 tours          |
| 35 Abd. | GTD     | 12 | Vasser Sullivan                             | Frankie Montecalvo Aaron Telitz         | Lexus RC F GT3                          | 58    |                     |
| 35 Abd. | GTD     | 12 | Vasser Sullivan                             | Frankie Montecalvo Aaron Telitz         | Toyota 2UR 5,0 L V8 Atmo                | 58    |                     |
| 36 Abd. | GTD     | 32 | Team Korthoff Motorsports                   | Mikaël Grenier Mike Skeen (en)          | Mercedes-AMG GT3 Evo                    | 37    |                     |
| 36 Abd. | GTD     | 32 | Team Korthoff Motorsports                   | Mikaël Grenier Mike Skeen (en)          | Mercedes-Benz M159 6,2 L V8 Atmo        | 37    |                     |
| 37 Abd. | LMP2    | 8  | Tower Motorsports                           | Louis Delétraz John Farano              | Oreca 07                                | 34    |                     |
| 37 Abd. | LMP2    | 8  | Tower Motorsports                           | Louis Delétraz John Farano              | Gibson GK428 4,2 L V8 Atmo              | 34    |                     |
| 38 Abd. | GTD     | 94 | Andretti Autosport                          | Jarett Andretti (en) Gabby Chaves       | Aston Martin Vantage AMR GT3            | 9     |                     |
| 38 Abd. | GTD     | 94 | Andretti Autosport                          | Jarett Andretti (en) Gabby Chaves       | Aston Martin 4,0 L V8 Turbo             | 9     |                     |

## Pole position et record du tour
- Pole position :
- Meilleur tour en course :

## À noter
- Longueur du circuit : 2,238 mi (3,219 km)
- Distance parcourue par les vainqueurs :